# Aspirrhina
Aspirrhina is een geslacht van vliesvleugeligen uit de familie bronswespen (Chalcididae). De wetenschappelijke naam van dit geslacht is voor het eerst geldig gepubliceerd in 1883 door Kirby.

## Soorten
Het geslacht Aspirrhina omvat de volgende soorten:
- Aspirrhina alvarengai Halstead, 1991
- Aspirrhina bifurca Halstead, 1991
- Aspirrhina deceptor Halstead, 1991
- Aspirrhina dubitator (Walker, 1862)
- Aspirrhina pogononota Garcia & Gaiani, 1996
- Aspirrhina remotor (Walker, 1862)
- Aspirrhina spinosa Halstead, 1991